# ゴーイング・ブランク・アゲイン
『ゴーイング・ブランク・アゲイン』(Going Blank Again)は、イギリスのロックバンド、ライドの2ndアルバム。1992年3月9日にクリエイションよりリリースされ、全英5位を獲得。

## リイシュー
2001年にIgnition RecordsよりEP『Twisterella』より3曲、『Leave Them All Behind』より1曲をボーナス・トラックとして収録しリイシュー。2012年にはライノ・ハンドメイドより20周年アニヴァーサリー・エディションがリリースされ、1992年3月にブリクストン・アカデミーにて行われたライヴ演奏を収録したDVDを付属。

## 収録曲
1. リヴ・ゼム・オール・ビハインド "Leave Them All Behind" （作詞：マーク・ガードナー 作曲：ライド） - 8:17
2. ツイステレラ "Twisterella" （作詞：ガードナー 作曲：ライド） - 3:42
3. ノット・フェイズド "Not Fazed" （作詞作曲：アンディ・ベル） - 4:24
4. クローム・ウェイヴズ "Chrome Waves" （作詞作曲：ベル） - 3:53
5. マウス・トラップ "Mouse Trap" （作詞：ガードナー 作曲：ライド）- 5:14
6. タイム・オブ・ハー・タイム "Time of Her Time" （作詞作曲：ベル） - 3:16
7. クール・ユア・ブーツ "Cool Your Boots" （作詞作曲：ベル） - 6:01
8. メイキング・ジュディー・スマイル "Making Judy Smile" （作詞作曲：ベル） - 2:39
9. タイム・マシーン "Time Machine" （作詞作曲：ガードナー） - 5:54
10. OX4 （作詞：ガードナー 作曲：スティーヴ・ケラルト） - 7:03

### リイシュー盤ボーナス・トラック
1. "Going Blank Again" （作詞作曲：ベル） - 3:21
2. "Howard Hughes" （作詞作曲：ベル）- 4:03
3. "Stampede" （作詞作曲：ガードナー）- 4:16
4. "Grasshopper" （作曲：ライド）- 10:56

### 20周年盤ボーナスDVD
1. "Leave Them All Behind"
2. "Taste"
3. "Not Fazed"
4. "Unfamiliar"
5. "Like a Daydream"
6. "OX4"
7. "Perfect Time"
8. "Twisterella"
9. "Drive Blind
10. "Making Judy Smile"
11. "Nowhere"
12. "Vapour Trail"
13. "Chrome Waves"
14. "Mouse Trap"
15. "Dreams Burn Down"
16. "Time of Her Time"
17. "Chelsea Girl"